# Paris, je t'aime
Pour les articles homonymes, voir Paris (film).
Ne doit pas être confondu avec la chanson Paris je t'aime d'amour.
Série Cities of Love
New York, I Love You
(2008)
Pour plus de détails, voir Fiche technique et Distribution.
Paris, je t’aime est un film à sketches franco-américain co-réalisés par vingt-deux réalisateurs et réalisatrices, sorti en 2006.
Le film est le premier de la franchise Cities of Love. Il fut présenté dans la catégorie « Un certain regard » au Festival de Cannes 2006.

## Concept
Ce film est une suite de dix-huit courts-métrages réunis sous forme de chapitres qui traitent tous des rencontres amoureuses dans un quartier de Paris. Chacun des courts-métrages est filmé par un ou plusieurs réalisateurs différents et joué par des acteurs et actrices qui n'apparaissent pas dans les autres parties, sauf dans la séquence finale du film. Chaque cinéaste a dû se soumettre à plusieurs contraintes : respecter la durée de chaque chapitre (environ 6 minutes), se restreindre à un seul quartier/arrondissement et filmer en deux jours.
L'ensemble couvre dix-huit des vingt arrondissements de Paris. Les courts-métrages portant sur les 11e et 15e arrondissements ont été tournés mais n'ont pas été intégrés au montage pour des raisons d'enchaînement des histoires.

## Fiche technique générale
- Titre original : Paris, je t'aime
- Sous-titre : Un film collectif. Petites romances de quartiers...
- Musique originale : Pierre Adenot
- Mixage : Vincent Tulli
- Réalisation des séquences de transitions : Emmanuel Benbihy et Frédéric Auburtin
- Supervision du montage : Simon Jacquet et Frédéric Auburtin
- Production : Claudie Ossard et Emmanuel Benbihy
  - Coproduction : Burkhard von Schnk
  - Production exécutive : Chris Bolzli et Gilles Caussade
- Sociétés de production : Victoires International et Pirol Film Production, avec la participation de : Canal+
- Société de distribution : La Fabrique de films (France) ; First Look Pictures (États-Unis) ; Maple Pictures (Canada)
- Budget : 16 000 000 $
- Format : couleur - 1,85:1 - 35 mm
- Pays de production :  France
- Langues originales : français, anglais, chinois, espagnol, afrikaans
- Durée totale : 115 minutes
- Dates de sortie :
  - France : 21 juin 2006
  - Belgique : 23 août 2006

## Les dix-huit sketches

### Montmartre
(18e arrondissement)
SynopsisCherchant à se garer à Montmartre, un automobiliste finit par trouver une place. Il s'interroge sur le sens de sa vie et les raisons de son célibat, lorsqu'il suit du regard une femme qui s'évanouit à proximité. Lui venant en aide, il l'allonge sur la banquette arrière de sa voiture et entame la conversation. Lorsqu'elle se rétablit il lui propose de la conduire où elle le souhaitera.
Fiche technique
- Réalisation et scénario : Bruno Podalydès
- Durée : 6 minutes
- Langue originale : français

Distribution
- Bruno Podalydès : l'automobiliste
- Florence Muller : la jeune femme
- Hervé Pierre : le médecin

### Quais de Seine
(5e arrondissement)
SynopsisTrois jeunes garçons s'amusent à harceler les filles qui passent sur les quais de Seine. François est mal à l'aise et ne participe pas aux joutes « viriles » de ses deux compagnons qui de toutes façons n'ont aucun succès. Il croise le regard de Zarka — une jeune et belle adolescente voilée —, qui déjeune à côté et observe sans un mot leur attitude. Zarka s'en va et trébuche, se blessant à la main. François lui vient en aide : ils échangent quelques mots, et échangent leurs points de vue sur le port du voile islamique. Zarka doit se rendre à la mosquée et quitte François, qui décide de venir l'attendre à la sortie. Il la retrouve en compagnie de son grand-père avec lequel il engage une conversation cordiale. Ce dernier après l'avoir jugé du regard, lui propose de faire quelques pas dans la même direction.
Fiche technique
- Réalisation et scénario : Gurinder Chadha
- Co-scénariste : Paul Mayeda Berges
- Durée : 6 minutes
- Langue originale : français

Distribution
- Cyril Descours : François
- Leïla Bekhti : Zarka
- Julien Béramis : Arnaud
- Thomas Dumerchez : Manu
- Daniely Francisque : la fille noire #1
- Audrey Fricot : la fille noire #2
- Salah Teskouk : le grand-père de Zarka

Lieux de tournage
- jardin Tino-Rossi
- jardin des Plantes
- entrée de la Grande Mosquée de Paris, rue Geoffroy-Saint-Hilaire

### Le Marais
(4e arrondissement)
RésuméMarianne, une photographe, et Gaspard, son assistant, arrivent chez un imprimeur du Marais pour effectuer des travaux sur certains tirages. Gaspard croise le regard d'un apprenti, Elie, pour lequel il ressent une vive et soudaine attirance s'apparentant à un coup de foudre. Il lui déclare son état et son impression d'avoir trouvé sa moitié, mais la discussion est surtout un monologue car Elie est peu bavard. Gaspard lui donne son numéro de téléphone et s'en va. Elie avoue alors à l'imprimeur qu'il n'a rien compris à la conversation car il ne parle pas bien le français. Mais troublé, il part en courant dans les rues de Paris à la recherche de Gaspard.
Fiche technique
- Réalisation et scénario : Gus Van Sant
- Durée : 6 minutes
- Langues originales : français, anglais

Distribution
- Marianne Faithfull : Marianne
- Elias McConnell : Elie
- Gaspard Ulliel : Gaspard
- Christian Bramsen : l'imprimeur

Lieux de tournage
- rue du Roi-de-Sicile
- rue des Écouffes
- place des Vosges

Autour du film
- Paris est montré dans le film comme un monde où se trouve une organisation « rigide » entre « les maîtres et les valets », où tout le monde parle français[1]. Le personnage américain y est donc comme décalé[1].
- Le film est jugé « assez anodin » par Stéphane Bouquet et Jean-Marc Lalanne dans le livre qu'ils consacrent à Gus Van Sant[1]. Ils notent que c'est surtout pour le réalisateur l'occasion de montrer la transformation physique d'adolescent à jeune adulte d'Elias McConnell qui jouait dans Elephant trois ans auparavant, ainsi que de faire tourner la chanteuse Marianne Faithfull et Gaspard Ulliel qu'il a découvert dans le film d'André Téchiné Les Égarés[1].

### Tuileries
(1er arrondissement)
SynopsisÀ la station de métro Tuileries, un touriste étranger sortant visiblement du musée du Louvre consulte son guide de Paris sur le quai. Il échange un regard avec une jeune femme située sur l'autre quai, en train d'embrasser son copain, ce qui suscite la colère de ce dernier. Elle tente de le calmer, mais au passage de la rame la jeune femme change de quai et vient embrasser goulûment le touriste surpris. Le copain la rejoint sur l'autre quai et après avoir frappé plusieurs fois le touriste et vidé son sac de souvenirs du Louvre, avoue être maintenant calmé. Le couple de jeunes amoureux repart, laissant l'homme à terre, couvert des cartes postales de La Joconde.
Fiche technique
- Réalisation et scénario : Joel et Ethan Coen
- Durée : 6 minutes
- Langues originales : français (parlé), anglais (vues de texte dans le guide)

Distribution
- Steve Buscemi : le touriste
- Julie Bataille : Julie
- Axel Kiener : Axel
- Gulliver Hecq : l'enfant dans le métro
- Frankie Pain : la mère dans le métro

Lieux de tournage
- Si la scène est censée se dérouler à la station de métro des Tuileries, c'est la station Porte des Lilas, dédiée aux tournages cinématographiques, qui a été utilisée.

### Loin du16e
(16e arrondissement)
SynopsisAna se réveille à l'aube en grande banlieue et confie son bébé dans une crèche. Avant de le quitter elle doit le calmer en lui chantant une comptine : Qué linda manito (littéralement « Quelle jolie menotte »). Elle effectue alors un long trajet en transports en commun pour se rendre dans un grand appartement du 16e arrondissement où elle est employée de maison. Sans même un regard, la patronne lui laisse en charge son bébé, en lui annonçant qu'elle rentrera une heure plus tard le soir. Dès la mère partie, le bébé se met à pleurer. Ana réitère sa comptine pour calmer cet enfant qui n'est pas le sien, avec la même tendresse.
Fiche technique
- Réalisation et scénario : Walter Salles et Daniela Thomas
- Durée : 5 minutes
- Langues originales : français, espagnol (la comptine)

Distribution
- Catalina Sandino Moreno : Ana
- Marina Moncade : la mère bourgeoise

Lieux de tournage
- entrée de service de l'appartement du 37, rue Decamps

### Porte de Choisy
(13e arrondissement)
SynopsisMonsieur Henny, représentant de commerce pour produits capillaires, doit faire le tour de son nouveau secteur du quartier Chinois. Cela débute par une entrée en la matière difficile chez Madame Li.
Fiche technique
- Réalisation et scénario : Christopher Doyle en collaboration avec Gabrielle Keng Peralta et Rain Kathy Li
- Durée : 5 minutes
- Langues originales : français, mandarin

Distribution
- Barbet Schroeder : Monsieur Henny
- Li Xin : Madame Li
- Xing Xing Chen : la femme chinoise âgée
- Hélène Patarot : la femme chinoise masquée
- Aurélien Blain-King : Le moine bouddhiste

Lieux de tournage
- dalle des Olympiades

### Bastille
(12e arrondissement)
SynopsisEn attendant sa femme dans un restaurant, Sergio se remémore les petits détails concernant sa femme qui, après tant d'années, continuent à l'émouvoir, mais aussi les défauts qui l'agacent profondément, comme sa manie de remettre chaque année ce trench rouge qu'elle dit pourtant ne plus aimer. Sergio veut se séparer et a décidé de l'annoncer à sa femme au cours du repas. Mais lorsque celle-ci arrive, elle est en pleurs et lui annonce être en phase terminale d'une leucémie subite. Il renonce immédiatement à son projet de séparation, rompt avec sa maîtresse et accompagne son épouse, dont il retombe peu à peu amoureux, jusqu'à sa mort. Sergio restera toujours ému par le passage d'un trench rouge qui lui rappellera sa défunte femme.
Fiche technique
- Réalisation et scénario : Isabel Coixet
- Durée : 5 minutes
- Langue originale : français

Distribution
- Sergio Castellitto : Sergio, le mari
- Miranda Richardson : la femme de Sergio
- Javier Camara : le cancérologue
- Leonor Watling : Marie-Christine, la maîtresse
- Emilie Ohana : la jeune fille au trench rouge
- Emmanuel Finkiel : voix-off

Lieux de tournage
- restaurant Le Square Trousseau, à l'angle de la rue Antoine Vollon et de la rue Théophile Rousseau.

### Place des Victoires
(2e arrondissement)
SynopsisSuzanne pleure la mort de son jeune fils Justin. Prise d'hallucinations, elle croit entendre sa voix et s'enfuit de son appartement de la place des Victoires à sa poursuite. Elle finit par s'effondrer, seule et désespérée dans la rue. Un cow-boy arrive à cheval et lui demande si elle a le courage de le suivre pour revoir son fils. Elle dit oui et son fils arrive au milieu d'autres enfants qui jouent. Elle peut l'étreindre, mais celui-ci lui demande de le laisser partir avec le cow-boy. Elle finit par accepter, et elle le regarde la quitter. Son mari la rejoint et l'embrasse tendrement. Elle semble maintenant apaisée et elle sourit.
Fiche technique
- Réalisation et scénario : Nobuhiro Suwa
- Durée : 5 minutes
- Langues originales : français, anglais

Distribution
- Juliette Binoche : Suzanne
- Martin Combes : Justin, l'enfant disparu
- Willem Dafoe : le cow-boy
- Hippolyte Girardot : le père
- Roxane Pelicier : Isis, la grande sœur

Lieux de tournage
- place des Victoires
- devant la basilique Notre-Dame-des-Victoires

### Tour Eiffel
(7e arrondissement)
SynopsisOn demande au petit Jean-Claude, un cartable démesuré sur le dos, de raconter comment ses parents se sont rencontrés. Son père mime était célibataire et trainait une vie triste et solitaire. Ses mimes ne faisaient rire que lui et sur la porte de son logement, on pouvait lire un tag « Sale con de mime ». Jusqu'au jour où ses singeries excessives le font incarcérer au poste de police. Il y fait la rencontre d'une autre mime triste.
Fiche technique
- Réalisation et scénario : Sylvain Chomet
- Effets spéciaux : Pieter Van Houtte et Ralph Schoenmaker
- Durée : 6 minutes
- Langue originale : français

Distribution
- Paul Putner : le mime
- Yolande Moreau : la mime
- Dylan Gomond : le petit Jean-Claude
- Isabelle Patey : la contractuelle
- Emmanuel Layotte : le garçon de café
- Madeleine Malroux : la femme café #1
- Simone Malroux : la femme café #2
- Alexandre Bourguignon : le clochard

Lieux de tournage
- parc au pied de la Tour Eiffel
- extrémité ouest de la rue de l'Université
- restaurant Le Vauban, place Vauban

### Parc Monceau
(17e arrondissement)
SynopsisVincent rejoint Claire dans une rue parisienne. En marchant ils se chamaillent gentiment sur l'usage de la langue, les promesses d'arrêter de fumer, et parlent tous deux d'un certain Gaspard qui a visiblement bouleversé leur relation. On apprend finalement que Claire est la fille de Vincent, et que Gaspard est son jeune fils. Elle embrasse son père et lui confie son bébé afin de profiter d'une soirée avec son amie Sara.
Fiche technique
- Réalisation et scénario : Alfonso Cuarón
- Durée : 5 minutes
- Langues originales : anglais, français

Distribution
- Nick Nolte : Vincent
- Ludivine Sagnier : Claire
- Sara Martins : Sara

Lieux de tournage
- boulevard de Courcelles aux abords de la station de métro Villiers

Autour du film
- Le titre fait référence au quartier de la Plaine-de-Monceau (17e), situé au nord-ouest du Parc Monceau qui est formellement situé dans le 8e arrondissement.
- La scène a été tournée en un seul plan séquence.

### Quartier des Enfants-Rouges
(3e arrondissement)
SynopsisLors d'une fête dans l'appartement parisien de Joana, Liz a passé commande à un dealer. Ken débarque avec les doses mais Liz n'a pas d'argent liquide. Ils descendent à un distributeur automatique où Liz s'aperçoit dans un reflet que Ken la caresse virtuellement dans son dos. Liz le paie mais n'a pas de monnaie et il lui propose d'aller en faire au bistrot. Liz doit rejoindre un tournage nocturne quelque part dans Paris où elle joue un rôle costumé. Ken lui demande d'y assister et ils échangent leurs numéros de téléphone. Plus tard sur le plateau, Liz est sous emprise de la drogue et attend le jeune homme qui n'arrive pas. Elle rappelle Ken et réclame une nouvelle dose pour l'inciter à venir la rejoindre. Mais à la place de Ken, c'est Jeff qui lui apporte la drogue.
Fiche technique
- Réalisation et scénario : Olivier Assayas
- Durée : 7 minutes
- Langue originale : français

Distribution
- Joana Preiss : Joana et Maryse
- Maggie Gyllenhaal : Liz
- Lionel Dray : Ken
- Nicolas Maury : Jeff
- Laetitia Spigarelli : la costumière

Lieux de tournage
- rue du Faubourg Saint-Honoré

### Place des Fêtes
(19e arrondissement)
SynopsisHassan s'est effondré au milieu de la place publique. Les urgences sont arrivées et Sophie lui procure les premiers soins. Malgré ses souffrances il demande deux cafés à Sophie. Les deux personnes se sont en fait déjà croisées dans les sous-sols d'un parking où Sophie gare sa voiture et Hassan faisait le ménage. Hassan lui avait proposé de partager un café et depuis, il la recherchait désespérément. Puis il a perdu son travail et devait mendier en jouant de la guitare dans la rue. Mais ce jour-là, des voyous lui volent sa guitare et, quand il tente de la récupérer, ils le poignardent. Tout en discutant avec Sophie, Hassan murmure un air africain et meurt. Les deux cafés arrivent, tenus dans les mains tremblantes de Sophie.
Fiche technique
- Réalisation et scénario : Oliver Schmitz
- Durée : 5 minutes
- Langues originales : français, dioula (chanson)

Distribution
- Seydou Boro : Hassan
- Aïssa Maïga : Sophie
- Vincent Verdier : le collègue urgentiste
- Georges Tibault : le gérant du parking
- Walid Afkir : le mauvais garçon
- Adel Bencherif : le voleur de guitare
- Jean-Christophe Barc : le pompier

Lieux de tournage
- place des Fêtes

### Pigalle
(9e arrondissement)
SynopsisBob erre dans le quartier rouge de Pigalle et rentre dans un bar à hôtesses où une femme, mûre et distinguée, l'aborde au comptoir. Elle demande une chanson et lui indique que c'est sur ce titre qu'elle a connu sa plus grande histoire d'amour. Bob lève son verre à sa santé et descend dans une cabine privée pour assister à un strip-tease. Soudain la femme fait irruption dans la cabine et veut s'immiscer, de force, dans le jeu érotique qu'elle souhaiterait orienter vers le voyeurisme. Ils se disputent et sortent tous les deux du bar. Ils se retrouvent quelque temps après devant la grille d'une villa privée d'un quartier chic. Leur discussion se poursuit et on comprend que Bob et Fanny travaillent leurs émotions sur le texte d'une pièce de théâtre qui est actuellement à l'affiche.
Fiche technique
- Réalisation et scénario : Richard LaGravenese
- Durée : 5 minutes
- Langues originales : français, anglais

Distribution
- Bob Hoskins : Bob Leander
- Fanny Ardant : Fanny Forestier
- Chani Sabaty : la strip-teaseuse
- François Valade : le chanteur Pigalle
- Thomas Curbillon : le guitariste Pigalle
- Daniel Yvinec : le contrebassiste Pigalle

Lieux de tournage
- place Gabriel Kaspereit, entrée de l'avenue Frochot

### Quartier de la Madeleine
(8e arrondissement)
Fiche technique
- Réalisation et scénario : Vincenzo Natali
- Durée : 6 minutes
- Langue originale : aucune (sans dialogues)

Distribution
- Elijah Wood : le garçon
- Olga Kurylenko : la vampire
- Wes Craven : la victime de la vampire

SynopsisSur un pont, un jeune garçon assiste à l'attaque d'un vampire : un homme est au sol et un ruisseau de sang s'écoule sur le trottoir. Le vampire est toujours là. Terrorisé, il tente de se cacher, mais le vampire s'approche de lui. Il s'agit d'une jeune femme fascinante, qui tombe sous le charme du garçon et décide de lui laisser la vie sauve. Saisissant une bouteille pour s'ouvrir la main et attirer la vampire, le garçon chute dans les escaliers et, sa tête ayant frappé le sol, se vide de son sang. La vampire pour le sauver d'une mort imminente lui donne à boire une goutte de son sang. Le garçon devient à son tour vampire et tous deux s'adonnent avec volupté à de longs baisers mordants et sanglants.
Lieux de tournage
- angle de la rue du Rocher et de la rue de Madrid près de la mairie du 8e arrondissement

### Père-Lachaise
(20e arrondissement)
SynopsisFrances et William déambulent dans les allées du cimetière du Père-Lachaise lors d'un voyage à Paris. Il s'agit de leur voyage de fiançailles mais visiblement le couple n'est pas sur la même longueur d'onde. Frances reproche essentiellement à son compagnon son manque d'humour. Les tensions s'exacerbent devant la tombe d'Oscar Wilde, et Frances quitte finalement William en lui clamant qu'elle ne pourra jamais se marier avec lui. William tente de la rattraper mais fait une chute providentielle et se cogne la tête sur le monument mortuaire. Apparaît alors Oscar Wilde en personne qui lui donnera la clé pour retenir sa fiancée.
Fiche technique
- Réalisation et scénario : Wes Craven
- Photographie : Maxime Alexandre
- Durée : 6 minutes
- Langue originale : anglais

Distribution
- Emily Mortimer : Frances
- Rufus Sewell : William
- Alexander Payne : Oscar Wilde

Lieux de tournage
- cimetière du Père-Lachaise

### Faubourg Saint-Denis
(10e arrondissement)
SynopsisThomas est un jeune étudiant aveugle. Il travaille chez lui lorsqu'il reçoit un coup de téléphone de sa petite amie Francine qui lui annonce leur rupture. Il raccroche et en quelques secondes, revoit défiler toute son histoire avec la jeune femme, une comédienne américaine que le hasard a mise sur sa route. Ils ont eu une relation amoureuse passionnée durant quelques mois, mais une sorte de routine s'était installée. Thomas est sorti de ses pensées par un nouveau coup de téléphone : c'est Francine qui lui décrit son nouveau personnage de théâtre, une femme qui quitte son mari, et veut savoir si son interprétation était crédible. Thomas restant muet et se remettant doucement de ses émotions, elle lui demande : « are you listening to me ? ». Et il lui répond : « no, I see you. ».
Fiche technique
- Réalisation et scénario : Tom Tykwer
- Durée : 7 minutes
- Langues originales : anglais, français

Distribution
- Melchior Beslon : Thomas
- Natalie Portman : Francine

Lieux de tournage
- mairie du 10e
- Rue Gabriel-Laumain (appartement de Francine au rez-de-chaussée)

### Quartier latin
(6e arrondissement)
SynopsisBen rejoint Gina au bistrot et ils sont accueillis par le patron qui semble bien connaître les goûts de sa cliente. Après des années de vie séparée, Ben et Gina ont décidé d'officialiser leur divorce et doivent signer des papiers chez le notaire. Gina a rencontré un jeune compagnon, coureur cycliste, et Ben vient lui annoncer que sa nouvelle amie est enceinte. Piques et attaques sont encore capables de fuser entre les deux vieux amants mais toujours avec respect et complicité.
Fiche technique
- Réalisation : Fred Auburtin et Gérard Depardieu
- Scénario : Gena Rowlands
- Durée : 7 minutes
- Langues originales : anglais, français

Distribution
- Gérard Depardieu : le patron
- Ben Gazzara : Ben
- Gena Rowlands : Gena

Lieux de tournage
- bistrot Rostand en face du jardin du Luxembourg

### 14earrondissement
(14e arrondissement)
SynopsisCarole, une postière de Denver, est depuis toujours amoureuse de la France. Durant des années, elle a appris la langue et économisé pour venir faire un voyage à Paris. Seule dans son voyage et dans la vie, elle arpente les rues de la ville, les sites et restaurants touristiques. Un jour, assise sur un banc dans un parc, elle se sent tout à coup envahie de sentiments mêlés de joie et de tristesse. C'est à partir de ce moment précis qu'elle pense avoir aimé Paris, et il lui semble que Paris l'a alors aimée en retour.
Fiche technique
- Réalisation et scénario : Alexander Payne
- Co-scénariste : Nadine Eïd
- Durée : 7 minutes
- Langues originales : français (avec un fort accent américain)

Distribution
- Margo Martindale : Carol
- Vanessa Mikowski : la fille du taxi
- Karleen Weber : voix-off professeur
- Nathalie Kousnetzoff : la coiffeuse du 14e

Lieux de tournage
- place de Catalogne, hôtel Bleu Marine Paris Montparnasse (devenu Concorde Montparnasse)
- parc Montsouris
- toit de la tour Montparnasse
- cimetière du Montparnasse
- rue Pernety

### Séquence finale
SynopsisGena (Quartier latin) regarde à sa fenêtre avec mélancolie et croise le regard de Suzanne (Place des Victoires) qui semble isolée dans une bulle de tristesse ; elles portent un toast et se sourient. Ben (Quartier latin) discute au bar avec deux jeunes filles ; Bob (Pigalle) le rejoint et ils s'étreignent amicalement. L'automobiliste et la jeune femme (Montmartre) sont sur le Pont des Arts et s'amusent avec beaucoup de complicité. Thomas et Francine (Faubourg Saint-Denis) marchent amoureusement dans la rue. Vincent (Parc Monceau) attend le bus et s'allume une cigarette. Le garçon vampire (Quartier de la Madeleine) est à une fête avec Joana (Quartier des Enfants-Rouges) et partage un joint. François et Zarka (Quais de Seine) assistent à un concert de rock avec une amie.
Fiche technique
- Durée : 2 minutes

Distribution
- Nino Kirtadzé : la jolie fille du bar #1
- Dinara Droukarova : la jolie fille du bar #1

## Critiques
Le film reçoit globalement de bonnes critiques en France, avec sur le site Allociné une note de 3/5 pour la presse (sur 21 critiques) et 3,4/5 pour le public. À l'international, le film est également très bien reçu avec une note globale de 7,3/10 sur le site IMDb, 87 % sur l'agrégateur Rotten Tomatoes et 81 % des utilisateurs Google qui signalent avoir aimé le film.
Parmi les critiques les plus positives, Frédéric Strauss dans Télérama considère que « Paris, je t'aime est d'abord une déclaration d'amour au cinéma [avec] des histoires, des personnages, des émotions, de la liberté, de l'élan, du rire, des effets spéciaux pourquoi pas… ». Il voit le film « comme un festival de Cannes en miniature » et selon lui « le pari est tenu, car le plaisir en est le maître mot. ». Sa Palme d’or va en tout cas au 14e arrondissement d'Alexander Payne.
Parmi les critiques les plus négatives, Jacques Mandelbaum dans Le Monde, dénonce un concept « que l'on croirait volé à l'Office du tourisme », juge la conception du film « étrange et hétéroclite […] dont les écueils étaient d'emblée prévisibles » et que le résultat « ne met à l'honneur ni Paris ni le cinéma ». Selon lui, seuls trois des dix-huit courts-métrages en sortent gagnants : Tuileries, Porte de Choisy et Quartier des Enfants-Rouges.

## Box-office
- 443 625 entrées au cinéma en France.

## Autour du film
- Le court-métrage sur le 11e arrondissement a été supprimé au montage. Il était réalisé par Raphaël Nadjari avec les acteurs Julie Depardieu et Jean-Michel Fête.
- Le court-métrage sur le 15e arrondissement a été supprimé au montage. Il était réalisé par Christoffer Boe, avec les acteurs Camille Japy (dans le rôle d'Anna), Éric Poulain (Viscont), et Jonathan Zaccaï (Alain).

### Autres films à sketchs sur des villes avec plusieurs réalisateurs
- Paris vu par...
- Paris vu par... 20 ans après
- Moscou, je t'aime
- Bons Baisers de Saint-Pétersbourg
- New York Stories
- Tokyo!
- Saga Cities of Love :
  - New York, I Love You (2009)
  - Rio, Eu Te Amo (2014)
  - Berlin, I Love You (2019)